# Trelleborgs Glasindustri

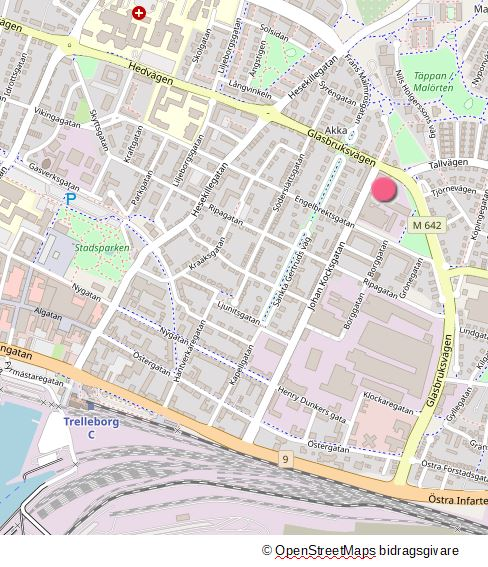
Trelleborgs Glasindustri vid dåvarande Trädgårdsgatan, nuvarande Johan Kocks-gatan

Trelleborgs Glasindustri var ett svenskt glasbruk i Trelleborg 1919-1955. Man tillverkade produkter av många slag, bland annat termosflaskor. Företaget gick i konkurs 1955 men drevs vidare till 1957 under namnet Skånska Glasbruket.

## Historik
Industrimannen Johan Kock (1866-1945) startade den 13 oktober 1919 Trelleborgs Glasindustri på en tomt vid Trädgårdsgatan (senare omdöpt till Johan Kocksgatan) i östra Trelleborg. Han ägde då redan flera andra företag i staden, bland annat ett bryggeri, ett snickeri och Trelleborgs Gummifabrik. Det är inte klarlagt varför Kock valde att starta ett glasbruk i en bygd helt utan glastraditioner (Sveriges enda glasbruk som inte låg i en skogsbygd) och därmed utan tillgång till kunnig arbetskraft. Det drogs också genom åren med dålig lönsamhet.

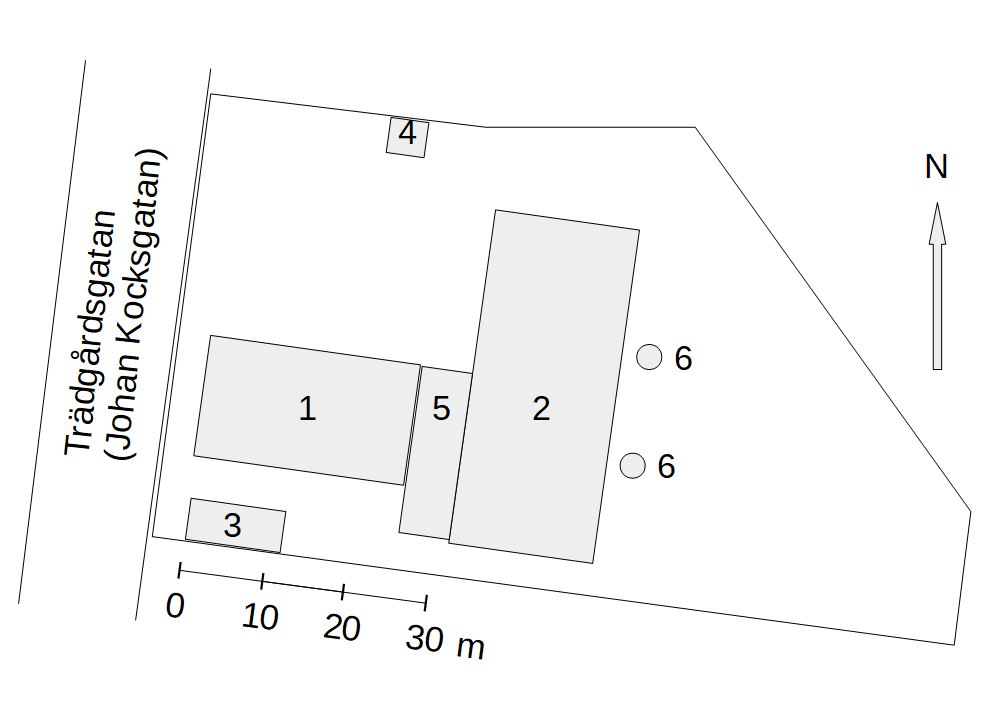
Plan över Trelleborgs Glasindustris anläggning 1929. 1) Företagets äldsta byggnad, byggd ca 1917. Innehöll administration och från 1930 termosfabrik med lager ; 2) Glashytta med 2 ugnar ; 3) Bostadshus ; 4) Syrahus ; 5) Sorterings- och lagerlokal ; 6) Skorstenar

Vid Johan Kocks bortgång 1945 övergick kvarlåtenskapen till tre nybildade stiftelser och dessa fortsatte driften vid glasindustrin fram till 1947. Ett nytt aktiebolag med en grupp tjänstemän från företaget i ledningen tog då över. 1955 tvingades AB Trelleborg Glasindustri att gå i konkurs. Ett misslyckat försök med tillverkning av glasull gjorde att bolaget hade hamnat på obestånd. Det köptes av Gullaskrufs glasbruk som under namnet Skånska Glasbruket drev det vidare i nedbantad skala till 1957, då det lades ner.

## Personal och arbetsförhållanden
En stor del av den utbildade arbetskraften på 1920- och 1930-talen rekryterades från glasbruk i norra Skåne, Blekinge och södra Småland. För att kunna locka ner arbetarna till Trelleborg tvangs man att hålla ett något högre löneläge. Man hämtade också specialarbetare från Tyskland. Antalet anställda varierade men låg ofta runt 150, som mest 200. Av dessa arbetade 60 i hyttan och 50 i termosfabriken.
Liksom vid många andra glasbruk var arbetsmiljön dålig med buller, rök, drag, trängsel och värme. Många arbetare var organiserade i Svenska grov- och fabriksarbetareförbundet, avd 346. Det var vanligt att fackföreningen klagade just på arbetsmiljön men också på löner och på att företaget sökte utbildad arbetskraft utifrån i stället för att lära upp de som redan arbetade i fabriken. Ledningen kunde då (sanningsenligt) svara att lönsamheten redan var låg och att Johan Kock övervägde att lägga ner företaget.

## Produkter

### Termosflaskor
I Sverige hade Termoverken i Jönköping startat tillverkning av termosflaskor 1915 och detta blev från början en produkt också i Trelleborg, liksom flaskor till Kocks bryggeri. Termosproduktionen upphörde av oklar anledning redan efter ett år men återupptogs 1930. Den utgjorde därefter en väsentlig andel av tillverkningen. Man använde både egentillverkade glaskolvar och råkolvar som man köpte från andra bruk. Plåt till ytterhöljet kom främst från PLM. Den 29 april 1938 utbröt en brand i termosfabriken. Byggnaden med maskiner och ett lager med färdiga termosflaskor förstördes. I termosfabriken arbetade cirka 50 personer, varav 40 kvinnor, en tredjedel av alla anställda vid företaget. Det dröjde till oktober 1939 innan produktionen kunde starta igen. Termosflaskorna blev efter Andra världskriget en stor exportartikel.

### Övrigt sortiment
Det övriga sortimentet var mycket varierat med både blåst och pressat glas och även kristallglas: flaskor och burkar, lampglas, medicinsk och kemisk-tekniskt glas, hushållsglas samt prydnadsglas – slipat, målat, etsat och blästrat. En specialitet var remmare. 1952-1955 drev man också en förlustbringande glasullsfabrik i kvarteret Mesanen vid hamnen.